# Vivien l'Abbé de Bulonde
Vivien L'Abbé, seigneur de Bulonde, né à Fontaine-le-Dun (Seine-Maritime) vers 1637 et mort en 1709, est un officier supérieur et aristocrate français du XVIIe siècle. À la fin du XIXe siècle, le cryptographe Étienne Bazeries l'identifie comme étant « l'homme au masque de fer ». Cette thèse fait — aujourd'hui encore — l'objet de débats.

## Biographie

### Origines et jeunesse
Vivien L'Abbé naît au diocèse de Rouen vers 1637, sur la commune de Fontaine-le-Dun, voisine d'Yvetot et dans laquelle était situé le fief dont il portera plus tard officiellement le nom. Son père, Pierre l'Abbé, écuyer, seigneur de la Fontaine, est conseiller maître d'hôtel ordinaire du Roy et capitaine de cavalerie et sa mère est Geneviève de Tourneroche.

### Carrière militaire
Il entre jeune dans l'armée puisqu'en 1667, il commandait déjà un régiment de cavalerie. C'est à partir de cette date que commencent ses campagnes. Son avancement, quoique rapide, n'a rien cependant qui fasse croire à de la faveur. Il met vingt-quatre ans à conquérir le grade de lieutenant-général des armées.
Il sert au début de la guerre de Hollande sous les ordres du maréchal de Turenne. En 1672-1673, il fait la campagne contre l'électeur de Brandebourg : il est au siège de Maastricht et au combat de Sintzheim, au cours duquel il est blessé à la tête de son régiment. En 1674, il est présent aux affaires d'Ensheim et de Mulhausen. L'année suivante, il est à la bataille de Turckheim. Il reçoit, le 12 mars 1675, un brevet de brigadier. La même année, il est à la bataille d'Auenheim.
À la mort de Turenne, l'Abbé contribue à faire lever aux Impériaux les sièges de Haguenau et de Saverne. Il est créé visiteur de la cavalerie le 30 octobre et commandant pour la saison d'hiver de celle cantonnée en Flandre.
Passé sous les ordres du maréchal de Créqui en 1676, il se distingue au passage du pont de Loker, près de Lille. Il prend part aux sièges de Condé et de Bouchain, ainsi qu'à la prise de plusieurs places au pays de Coudras et à la délivrance de la ville de Deux-Ponts. En 1677 et 1678, il est au siège et à la prise de Valenciennes, de Cambrai et Saint Omer. Il est à la bataille de Cassel, au dégagement de Charleroi et aux affaires de Rhinfeld et de Seckingen, à la prise de Kehl et de Lichtemberg. 
La paix signée, il occupe le poste d'Inspecteur général de la cavalerie, entre 1679 et 1682. Le 22 janvier 1679 il est, en Lorraine, Barrois et Champagne, commandant du camp de la Haute Alsace. Il est placé sous les ordres du maréchal de Boufflers en 1683. Il sert au camp de la Saône et reçoit le brevet de maréchal de camp le 29 juillet 1684. En 1687, il obtient plusieurs commandements en Lorraine à la Sarre à Dinan. 
Le 24 août 1688, il est fait lieutenant général des armées du Roi au début de la guerre de la Ligue d'Augsbourg. Il prend part en cette qualité aux expéditions de Bois-le-Duc et de Breda. Il obtient un congé le 11 décembre pour se rendre à la Cour. Sous le maréchal d'Humières, en 1689, il est au combat de Valcourt. Il est nommé gouverneur pendant l'hiver de Saint-Valéry de Calais et de leur territoire. 
Sous le maréchal de Catinat en 1690-1691, il obtient de commander en Provence. Pendant la campagne d'Italie, il monte la tranchée devant Carmagnole puis est chargé de faire le siège de Coni.
Il meurt en 1709.

### L'homme au masque de fer
En décryptant à la fin du XIXe siècle le « Grand Chiffre » des Rossignol, cryptologues de Louis XIV, Étienne Bazeries trouva dans une des lettres déchiffrées le texte suivant :

« Il n'est pas nécessaire que je vous explique avec quel déplaisir Sa Majesté a appris le désordre avec lequel contre votre ordre et sans nécessité Monsieur de Bulonde a pris le parti de lever le siège de Coni puisque Sa Majesté en connaissant mieux que personne les conséquences connait aussi combien est grand le préjudice que l'on recevra de n'avoir pas pris cette place dont il faudra tâcher de se rendre maître pendant l'hiver. Elle désire que vous fassiez arrêter Monsieur de Bulonde et le fassiez conduire à la citadelle de Pignerol où Sa Majesté veut qu'il soit gardé enfermé pendant la nuit dans une chambre de ladite citadelle et le jour ayant la liberté de se promener sur les remparts avec un 330 309. »

Pour Bazeries, qui traduit la séquence « 330 309 » par « masque », Bulonde serait donc le masque de fer - mais cette hypothèse est très débattue, la date à laquelle Bulonde étant emprisonné étant postérieure à la présence à Pignerol de son geôlier présumé, le gouverneur de Saint-Mars.